# Kool
Kool (scritto anche KOOL) è una marca di 
sigarette al mentolo prodotta dalla ITG Brands LLC (una sussidiaria del gruppo Imperial Tobacco).

## Storia
Lanciate sul mercato dalla Brown & Williamson (B&W) nel 1933 come sigarette da 70 mm "regular" senza filtro, le Kool sono state le prime sigarette al mentolo a raggiungere la popolarità. Esse infatti raggiunsero e sorpassarono velocemente le vendite delle loro maggiori concorrenti, le Spud, ossia le prime sigarette al mentolo apparse sul mercato statunitense, lanciate nel 1927 dalla Axton-Fisher Tobacco Company. Una volta raggiunto il successo, le Kool mantennero alti livelli di vendite per tutti gli anni cinquanta, fino a quando la presa di coscienza del pubblico circa i rischi per la salute associati al fumo di sigaretta e al tabagismo in generale iniziò a minare le vendite del marchio. La Brown & Williamson cercò quindi di porre rimedio al calo di successo immettendo sul mercato diverse varietà di Kool dotate di filtro, dapprima una versione da 85 mm ("king-sized") negli anni sessanta e poi una versione da 100 mm ("long") negli anni settanta. Gli anni ottanta videro il lancio delle Kool lights ma, sempre in questa decade, cominciarono a prendere piede anche altre marche di sigarette al mentolo, prima fra tutte la Newport, e le Kool iniziarono a perdere importanti fette di mercato.

Nel 2003, la Brown & Williamson fu comprata dalla R.J. Reynolds Tobacco Company e poco dopo, il 30 luglio 2004, fu creata la compagnia Reynolds American Inc. come joint venture fra la filiale americana della British American Tobacco e la R.J. Reynolds Tobacco Company. Il marchio Kool fu quindi portato sotto l'ombrello della Reynolds come parte della B&W posta a sua volta al di sotto della R.J.R. Tobacco. Da lì a poco, il classico pacchetto verde e bianco delle Kool, ormai diventato iconico e il cui design era rimasto praticamente inalterato per quasi 70 anni, fu del tutto ridisegnato e le storiche Kool senza filtro furono poste fuori produzione. Nonostante questi cambiamenti però le vendite non subirono significativi miglioramenti e le Kool continuarono a perdere terreno rispetto alle Newport e alle altre marche di sigarette al mentolo.

Il 12 giugno 2015, a seguito della fusione tra la Reynolds American Inc. e la Lorillard Tobacco Company, il marchio Kool è diventato di proprietà del gruppo Imperial Tobacco ma le sigarette vedute a marchio Kool al di fuori degli Stati Uniti d'America sono di proprietà della British American Tobacco.

## Varietà
Tutte le varietà di sigarette Kool sono all'aroma di mentolo. 
- Kool Filter Kings (Full Flavor) (Kings) - Soft, Rigido
- Kool Super Longs (Full Flavor) (100's) - Soft, Rigido
- Kool Blue (Milds) - Kings e 100's - Rigido
- Kool XL (Wides) Green (Full Flavor) - Kings - Rigido
- Kool XL (Wides) Blue (Milds) - Kings - Rigido

## Pubblicità

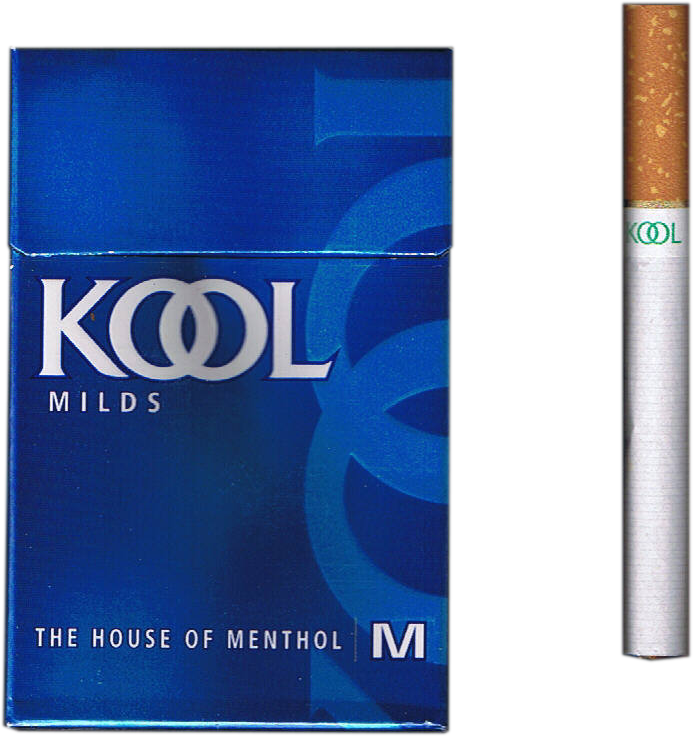
Un pacchetto di sigarette Kool Milds e una sigaretta.

La pubblicità delle sigarette Kool ebbe come primo protagonista il personaggio di "Willie" il pinguino, (Standard Comics) il quale venne ritratto in diversi ruoli, tra cui quello del medico, del soldato e dello chef. Il personaggio di Willie rimase nelle pubblicità fino ai primi anni sessanta, quando la B&W decise di reclamizzare le Kool legando il fresco e rilassante aroma di mentolo a scene di paesaggi acquatici o innevati.
Nel 1971, la B&W iniziò una campagna pubblicitaria per il marchio Kool in cui i consumatori potevano ordinare via posta una barca a vela Snark con la vela riportante il logo delle Kool per 88 dollari (in seguito portati a 99) inclusa la consegna, in un periodo in cui le stesse barche erano vendute a 120 dollari. La promozione fu un successo con 18.000 ordini di "Sea Snark" solo nel 1971 e fu ripetuta di nuovo nel 1972, con in più la possibilità di pagare con carta di credito, e nel 1975, con il prezzo portato a 139 dollari. La campagna vinse inoltre il premio POPI (assegnato dal Point of Purchase Institute) come la più creativa e innovativa del 1971.
Durante gli anni settanta e ottanta, le Kool sponsorizzarono numerosi festival jazz e molte delle pubblicità di quel periodo furono accompagnate da un musicista o un attore che suonava il sassofono. Ciò era dovuto al fatto che le Kool, così come molte marche di diverse al mentolo, vedeva il suo target negli afroamericani.
Nel 1975, le Kool indissero una lotteria avente come primo premio addirittura una Rolls-Royce Corniche.

## Controversie legali
All'inizio del 1994, al termine di un'indagine iniziata anni prima, il commissario della Food and Drug Administration statunitense, David Aaron Kessler, rivelò che la B&W stava coltivando, in piantagioni sudamericane, piante di tabacco geneticamente modificate; in particolare, le piante erano state modificate in modo tale che il loro contenuto di nicotina raggiungesse valori più alti. Dalle analisi condotte sulle sigarette B&W di marca Viceroy, risultò che le Viceroy King Size e le Viceroy Lights King Size prodotte nel 1993 erano due dei marchi della B&W che contenevano "approssimativamente il 10% di questo tabacco ad alto contenuto di nicotina geneticamente sviluppato e chiamato Y-1".
Ulteriori controversie da affrontare si presentarono nel 1995 quando l'ex vice presidente della B&W, Jeffrey Wigand, un chimico ricercatore, rivelò che l'azienda aggiungeva diversi additivi chimici al fine di aumentare la dipendenza dalla nicotina dei fumatori alle sue sigarette di marca Kool, Capri e Viceroy.

## Curiosità
Il governo estone non ha dato il permesso di vendere le sigarette Kool in Estonia dato che il nome del marchio, in estone, significa "scuola".